# Charles Chaplin Jr.

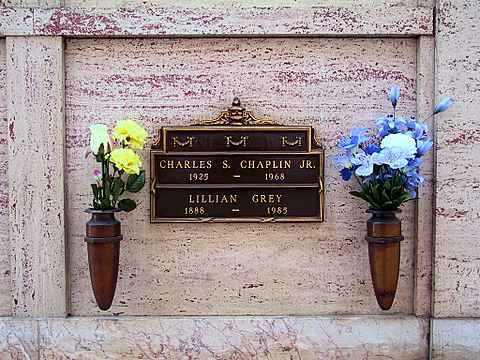
Tomba di Charles Chaplin jr

Charles Chaplin Jr., pseudonimo di Charles Spencer Chaplin III (Beverly Hills, 5 maggio 1925 – Los Angeles, 20 marzo 1968), è stato un attore statunitense.

## Biografia
Nato nello Stato della California, i suoi genitori erano Charlie Chaplin e la sua seconda moglie Lita Grey, che ebbero poi un altro figlio, Sydney Earle Chaplin. Frequentò la Black-Foxe Military Institute a Hollywood e The Lawrenceville School a Lawrenceville nel New Jersey. Combatté nella seconda guerra mondiale.
Conobbe e frequentò per un breve periodo Marilyn Monroe. Nel 1958 sposò l'attrice Susan Magness, dalla quale divorziò l'anno successivo. Morì all'età di 42 anni per un'embolia polmonare e venne sepolto all'Hollywood Forever Cemetery a Los Angeles.

## Filmografia
- Luci della ribalta (Limelight), regia di Charles Chaplin (1952)
- Fangs of the Wild, regia di William F. Claxton (1954)
- Columbus entdeckt Krähwinkel, regia di Ulrich Erfurth, Alexander Paal (1954)
- Corte marziale (The Court-Martial of Billy Mitchell), regia  di Otto Preminger (1955)
- The Eternal Question, regia di Ron Ormond, Anthony Young (1956)
- Operazione segreta (High School Confidential!), regia di Jack Arnold (1958)
- Questa è la mia donna (Night of the Quarter Moon), regia di Hugo Haas (1959)
- The Beat Generation, regia di Charles F. Haas (1959)
- Corruzione nella città (The Big Operator), regia di Charles F. Haas (1959)
- Girls Town, regia di Charles F. Haas (1959)
- Sex Kittens Go to College, regia di Albert Zugsmith (1960)